# CFFF-FM
CFFF – kanadyjskie radio Uniwersytetu Trent. Radio nadaje na częstotliwości 92,7 FM w Peterborough'u, Ontario).
Na antenie radio znane jest jako Radio Trent.